# White Lilies Island
Albums de Natalie Imbruglia
Left of the Middle
(1997) Counting Down the Days
(2005)
White Lilies Island est le second album de la chanteuse australienne Natalie Imbruglia. Il paraît en novembre 2001.

## Pistes
1. That Day
2. Beauty On The Fire
3. Satellite
4. Do You Love
5. Wrong Impression
6. Goodbye
7. Everything Goes
8. Hurricane
9. Sunlight
10. Talk In Tongues
11. Butterflies
12. Come September

## Singles
Il sera extrait 3 singles de cet opus :
- That Day (Patrick Leonard)
- Wrong Impression
- Beauty On The Fire